# 库尔特·奥斯本
库尔特·阿瑟·安东尼·奥斯本（英語：Coulter Arthur Anthony Osborne，1934年4月29日—），生于安大略省哈密尔顿，加拿大男子篮球运动员。他曾代表加拿大获得1956年夏季奥运会男子篮球比赛第九名。